# Virbia epione
Virbia epione là một loài bướm đêm thuộc phân họ Arctiinae, họ Erebidae.